# Finnsirius
Il Finnsirius è un traghetto appartenente alla compagnia di navigazione finlandese Finnlines.

## Servizio
Varato il 1° settembre 2022 nel cantiere navale cinese CMI Jinglin Weihai Shipyard di Weihai con il nome di Finnsirius e consegnato il 18 luglio 2023 alla Finnlines, giunge per la prima volta a Naantali l'8 settembre successivo.
Il 13 settembre 2023 viene battezzato dalla madrina Tiina Ahola.
Il 14 settembre 2023 prende servizio nei collegamenti tra Kappelskär, Långnäs e Naantali. 
Il 17 dicembre 2023 ha un guasto tecnico, ritardando la partenza per Naantali di circa tre ore. 

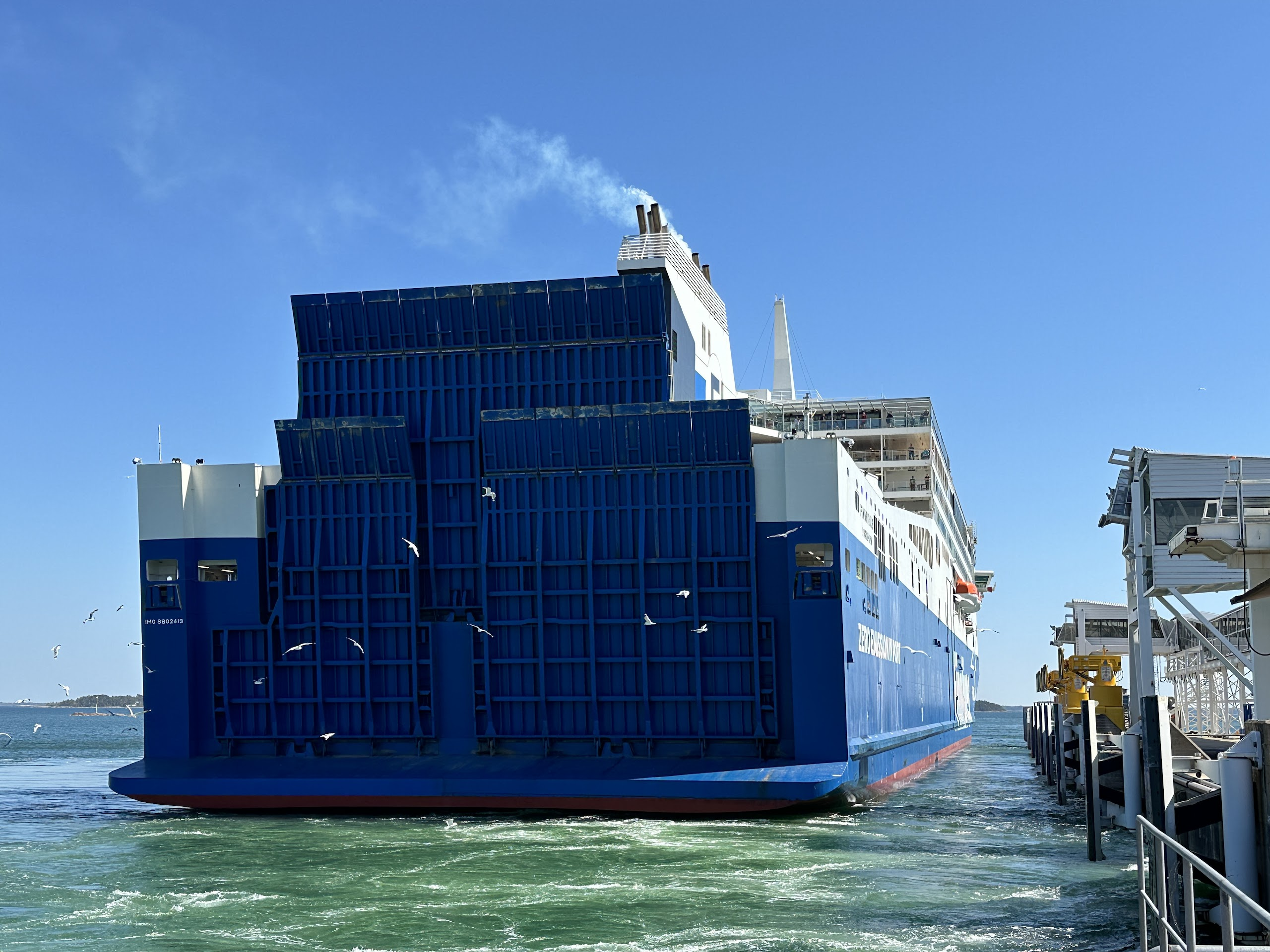
Il Finnsirius in ormeggio a Långnäs nel 2024.

Dal 4 al 10 aprile 2024 si ferma a Långnäs a causa di un malfunzionamento ai thruster di prua. 
Il 14 gennaio 2025 entra in collisione con la banchina del porto di Kappelskär, partendo con 4 ore di ritardo, dopo un'ispezione subacquea per accertare i danni della collisione. 

## Navi gemelle
- Finncanopus